# Celaena rufescens
Celaena rufescens là một loài bướm đêm trong họ Noctuidae.